# Aïn Tallout
Aïn Tallout (în arabă عين تالوت) este o comună din provincia Tlemcen, Algeria.
Populația comunei este de 10.286 de locuitori (2008).